# Joanna Hayes
Joanna Dove Hayes (Williamsport, 23 de dezembro de 1976) é um atleta barreirista e campeã olímpica norte-americana.
Começou a carreira disputando os 400 m c/ barreiras e nessa distância ganhou a medalha de prata na Universíade de 1999 em Palma de Maiorca, Espanha, e a medalha de ouro nos Jogos Pan-americanos de 2003, em Santo Domingo, na República Dominicana. Entre as duas competições, participou de dois campeonatos mundiais de atletismo, Sevilha 1999 e Paris 2003, sem conseguir chegar à final.
No início de 2004 ela mudou de modalidade, passando a disputar os 100 m c/ barreiras e foi nesta distância que conseguiu o grande feito da carreira, conquistando a medalha de ouro em Atenas 2004, sua melhor marca pessoal e recorde olímpico, 12s37.
Foi sua última grande vitória, seguida por dois anos inexpressivos nas pistas. Passou a maior parte dos anos seguintes como técnica de atletismo de uma escola secundária em Los Angeles e deu luz a uma filha. Em 2012, começou um retorno às pistas em torneios locais nos EUA.